# Yorgunum Anla
"Yorgunum Anla" (em português:  "Compreende/Enxerga que estou cansada") foi a canção que representou a Turquia no Festival Eurovisão da Canção 2000 que teve lugar em Estocolmo, na Suécia.
A referida canção foi interpretada em turco e em inglês por Pınar Ayhan e pela banda The S.O.S. Foi a vigésima-segunda canção a ser interpretada na noite do evento, a seguir à canção da Letónia "My Star e antes da canção da Irlanda "Millennium of love", interpretada por Eamonn Toal. Terminou em 10.º lugar, tendo recebido 59 pontos. No ano seguinte, em 2001, a Turquia foi representada por Sedat Yüce que cantou a canção "Sevgiliye son". 

## Autores
- Letristas: Pınar Ayhan,
Orkun Yazgan
- Compositor:Sühan Ayhan

## Letra
A canção diz que Pinar está cansada das trapaças do seu amante. A canção ficou melhor classificada do que muitas das entradas típicas étnica turca, terminando em décimo lugar, ajudado pelas pontuações máximas fornecidas pelos Países Baixos e França. Para a sua atuação, Pinar usava um longo vestido branco sem mangas, enquanto seus dois dançarinos de apoio vestiam de preto. Os três cantores de apoio, que incluía um homem na guitarra e outro no acordeão, usavam camisas brancas e calças pretas.

## Versões
A versão bilingue nunca foi gravada em nenhum disco pala cantora, contudo ela lançou uma versão em turco intitulada "Yorgunum Anla" e uma em inglês, intitulada "I'm weary"